# 菜心

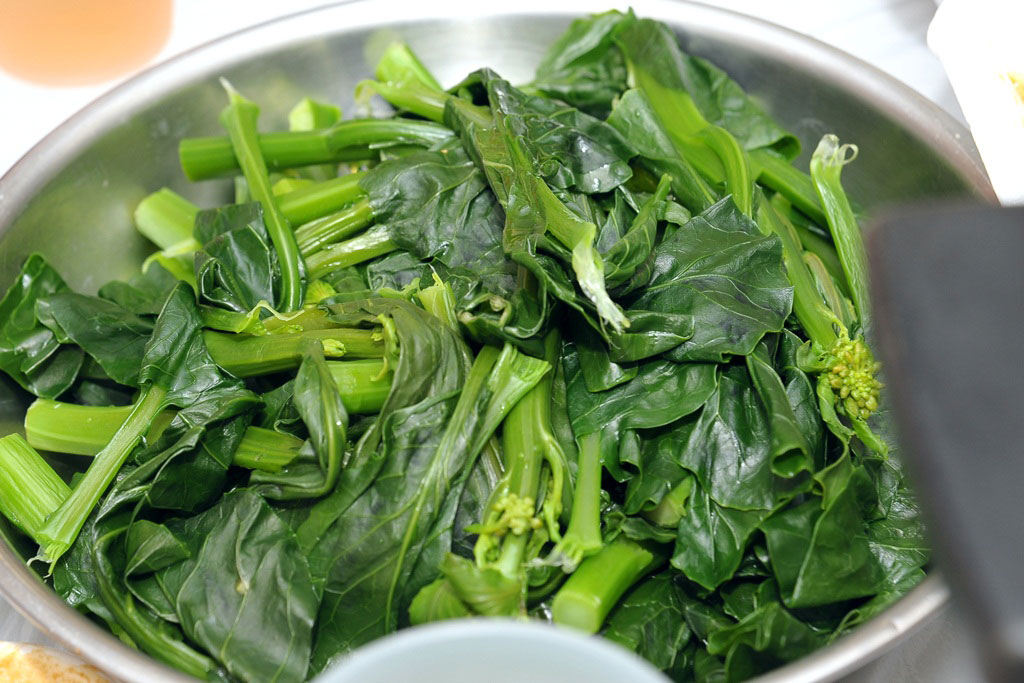
白灼菜心

菜心（又叫菜薹，英文名  或 Chinese flowering cabbage，拉丁學名Brassica rapa var. parachinensis 或 Brassica chinensis var. parachinensis），是蔬菜的一種物種，特徵是為莖部綠色，有細小的菜葉，葉片為深綠色，而葉片間有黃色的小花，是一個單獨的品種。最主要產於中國廣東省，其英文名（Choy sum）源自廣東話的音譯。
在台灣所稱呼的菜心是指非十字花科的萵苣筍、萵筍。
由於西方人一向不太懂得分辨菜心與白菜等作物，在名稱上經常把各種菜搞混，直到因為各地對亞洲蔬菜的輸入量大增，才開始為各種蔬菜作詳細及嚴謹的分類。
在廣東省出產的遲菜心（又稱高腳菜心）亦是菜心的一種，較一般菜心大棵和較甜。因其產於冬季，產時較一般的菜心晚而得名。可清炒或跟鯽魚一起滾湯。